# Berenike (Deire)
Berenike epi Deires (altgriechisch Βερενίκη ἐπὶ Δειρῆς) war eine ptolemäische Hafenstadt am Roten Meer, im Bab-el-Mandeb bei Kap Deirê  bei Dschibuti gelegen. Sie wurde vermutlich von einem Nachfolger Ptolemaios’ II. gegründet.
Nach Plinius dem Älteren lag die Stadt südlich von Berenice Troglodytica und Berenike Panchrysos. Strabon erwähnt die Mangroven, die dort an der Küste zu finden waren (Geographika 14.4.14)